# زغال قهوه‌ای

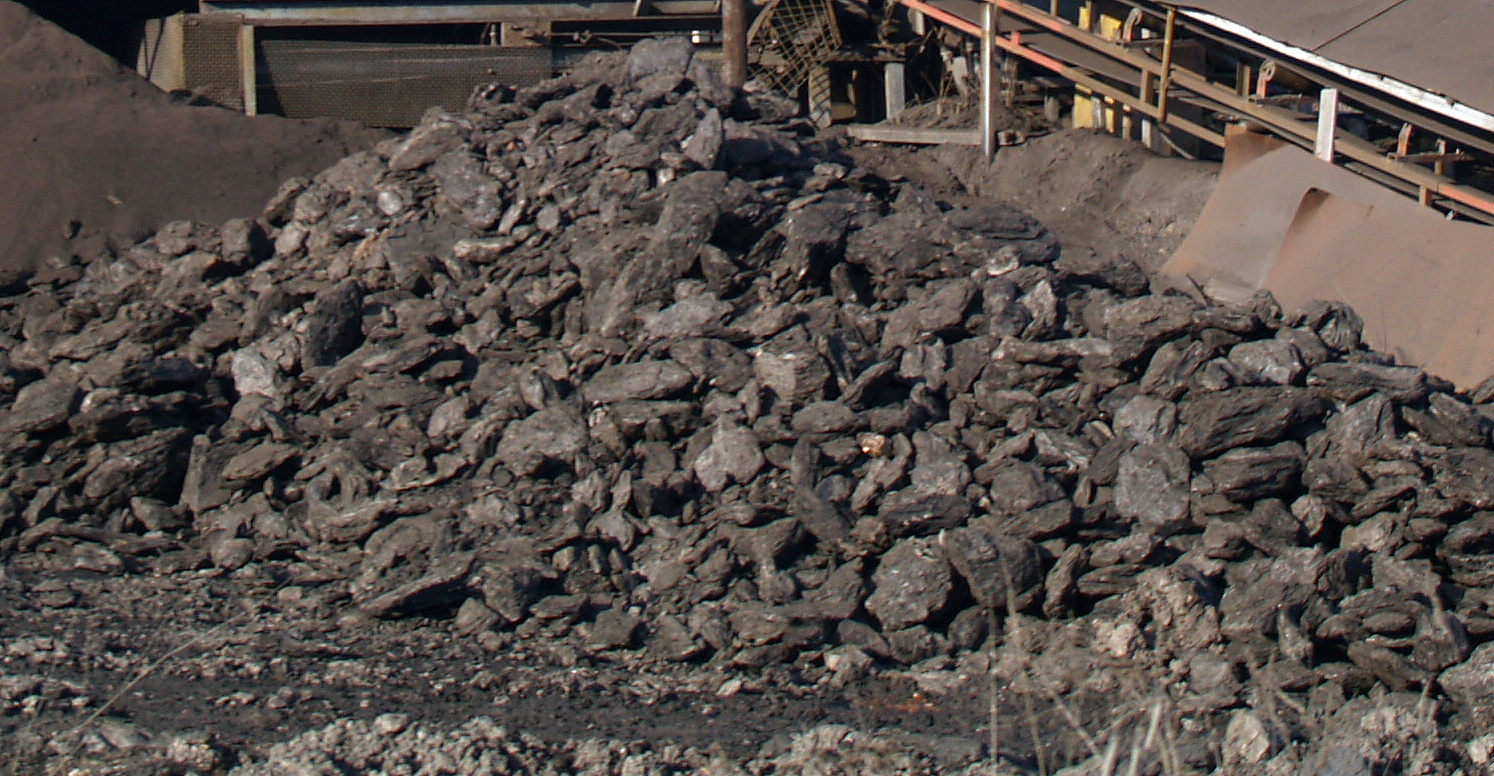
زغال قهوه‌ای یا لیگنیت

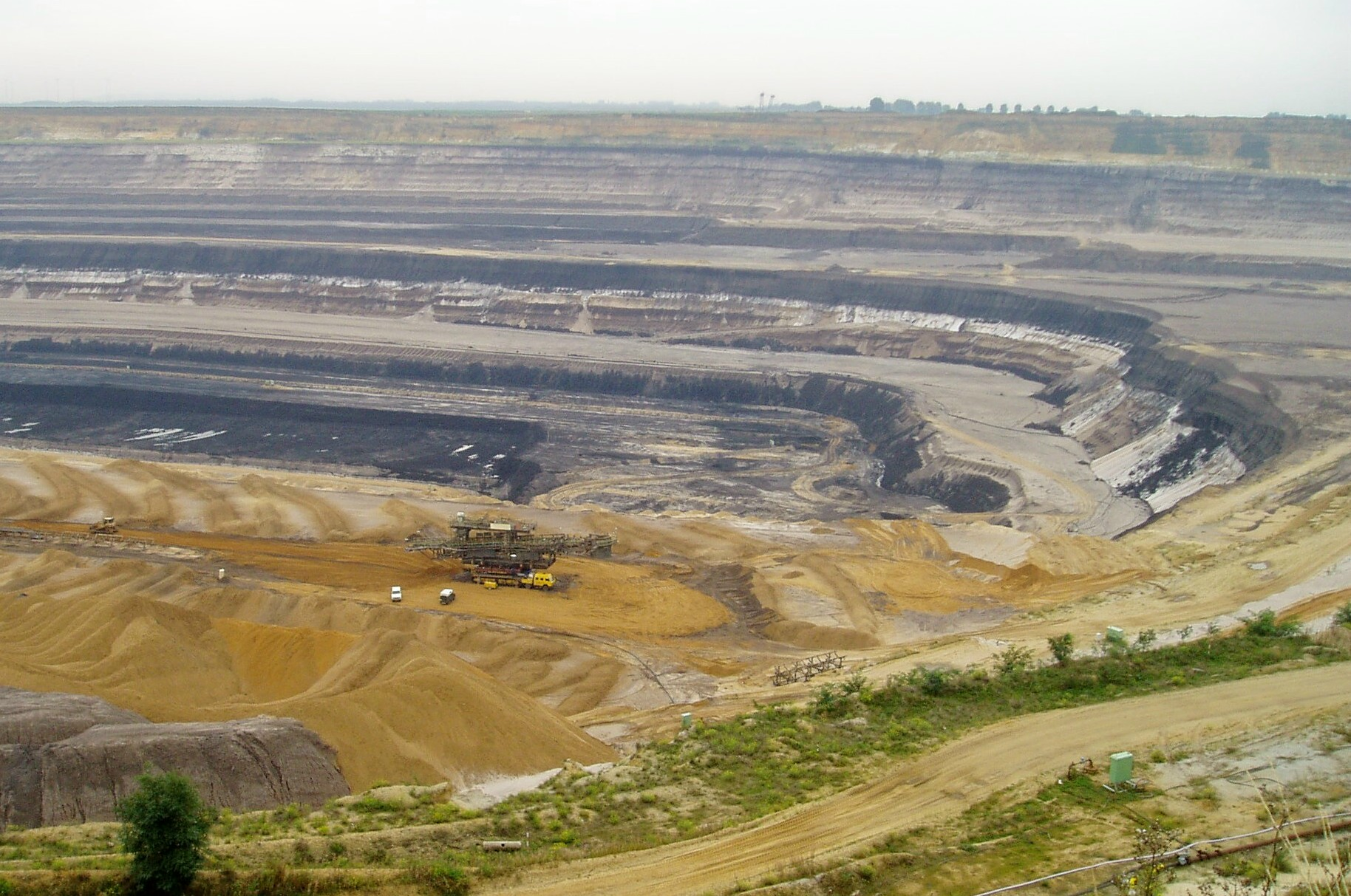
استخراج معدن روباز لیگنیت، در گرفنبرویش، آلمان

زغال قهوه‌ای، یا زغال‌سنگ قهوه‌ای (به انگلیسی: brown coal) لیگنیت (به انگلیسی: Lignite)، نوعی زغال‌سنگ به رنگ قهوه‌ای مایل به سیاه است، که درجه زغال‌شدگی آن، بین زغال نارس و زغال بیتومینه می‌باشد. قدرت حرارتی زغال قهوه‌ای کمتر از ۸۳۰۰ بی.تی. یو است. معمولاً اثراتی از ساخت اولیه گیاهی در آن پیدا می‌باشد. ذخیره ته‌نشستی از سنگواره‌های کربنی، جامد، سیاه مایل به قهوه‌ای و آتش‌گیر است.

## تولیدکنندگان بزرگ
| کشور                             | ۱۹۷۰  | ۱۹۸۰    | ۱۹۹۰    | ۲۰۰۰  | ۲۰۰۱   | ۲۰۱۰  |
| -------------------------------- | ----- | ------- | ------- | ----- | ------ | ----- |
| آلمان                            | ۳۶۹٫۳ | ۳۸۸٫۰   | ۳۵۶٫۵   | ۱۶۷٫۷ | ۱۷۵٫۴  | ۱۶۹   |
| اندونزی                          | ?     | ?       | ?       | ?     | ?      | ۱۶۳   |
| اتحاد جماهیر شوروی               | ۱۲۷٫۰ | ۱۴۱٫۰   | ۱۳۷٫۳   | —     | —      | —     |
| روسیه                            | —     | —       | —       | ۸۶٫۴  | ۸۳٫۲   | ۷۶    |
| ترکیه                            | ۴٫۴   | ۱۵٫۰    | ۴۳٫۸    | ۶۳٫۰  | ۵۷٫۲   | ۶۹    |
| استرالیا                         | ۲۴٫۲  | ۳۲٫۹    | ۴۶٫۰    | ۶۵٫۰  | ۶۷٫۸   | ۶۷    |
| ایالات متحده آمریکا              | ۵٫۴   | ۴۲٫۳    | ۸۲٫۶    | ۸۳٫۵  | ۸۰٫۵   | ۶۵    |
| یونان                            | ۸٫۱   | ۲۳٫۲    | ۵۱٫۷    | ۶۳٫۳  | ۶۷٫۰   | ۵۶    |
| لهستان                           | ۳۲٫۸  | ۳۶٫۹    | ۶۷٫۶    | ۶۱٫۳  | ۵۹٫۵   | ۵۶    |
| چکسلواکی                         | ۶۷٫۰  | ۸۷٫۰    | ۷۱٫۰    | —     | —      | —     |
| جمهوری چک                        | —     | —       | —       | ۵۰٫۱  | ۵۰٫۷   | ۴۴    |
| جمهوری فدرال سوسیالیستی یوگسلاوی | ۲۶٫۰  | ۴۳٫۰    | ۶۰٫۰    | —     | —      | —     |
| صربستان و مونته‌نگرو              | —     | —       | —       | ۳۵٫۵  | ۳۵٫۵   | —     |
| صربستان                          | —     | —       | —       | —     | —      | ۳۷    |
| چین                              | ۱۳٫۰  | ۲۲٫۰    | ۳۸٫۰    | ۴۰٫۰  | ۴۷٫۰   | ?     |
| رومانی                           | ۱۴٫۱  | ۲۷٫۱    | ۳۳٫۵    | ۱۷٫۹  | ۲۹٫۸   | ?     |
| کره شمالی                        | ۵٫۷   | ۱۰٫۰    | ۱۰٫۰    | ۲۶٫۰  | ۲۶٫۵   | ?     |
| هند                              | ?     | ?       | ?       | ?     | ۲۲٫۱۲۱ | ?     |
| مجموع                            | ۸۰۴٫۰ | ۱٬۰۲۸٫۰ | ۱٬۲۱۴٫۰ | ۸۷۷٫۴ | ۸۹۴٫۸  | ۱٬۰۴۲ |

- ? – اطلاعاتی در دسترس نیست
- — – country did not exist yet or does not exist anymore